# USS Kitkun Bay
L'USS Kitkun Bay (AVG/ACV/CVE-71) est un porte-avions d'escorte de classe Casablanca en service dans l'US Navy durant la Seconde Guerre mondiale.
Commandé en juillet 1942, sa quille est posée en vertu du contrat de la United States Maritime Commission le 3 mai 1943 au chantier naval Kaiser Shipyards de Vancouver, dans l'État de Washington. Il est lancé le 8 novembre 1943, parrainé par Mme Edward A. Cruise ; et mis en service à Astoria (Oregon) le 15 décembre 1943 sous les ordres du capitaine John Perry Whitney.

## Historique
Le Kitkun Bay commence sa carrière opérationnelle en transportant du ravitaillement jusqu'à la base des Nouvelles-Hébrides. Après avoir chargé militaires, avions et autres marchandises, le navire rentre à San Diego via Hawaï début mars. Il transporte ensuite des avions entre la côte Ouest et Pearl Harbor jusqu'à mai, date à laquelle débutent des exercices d’entraînement.

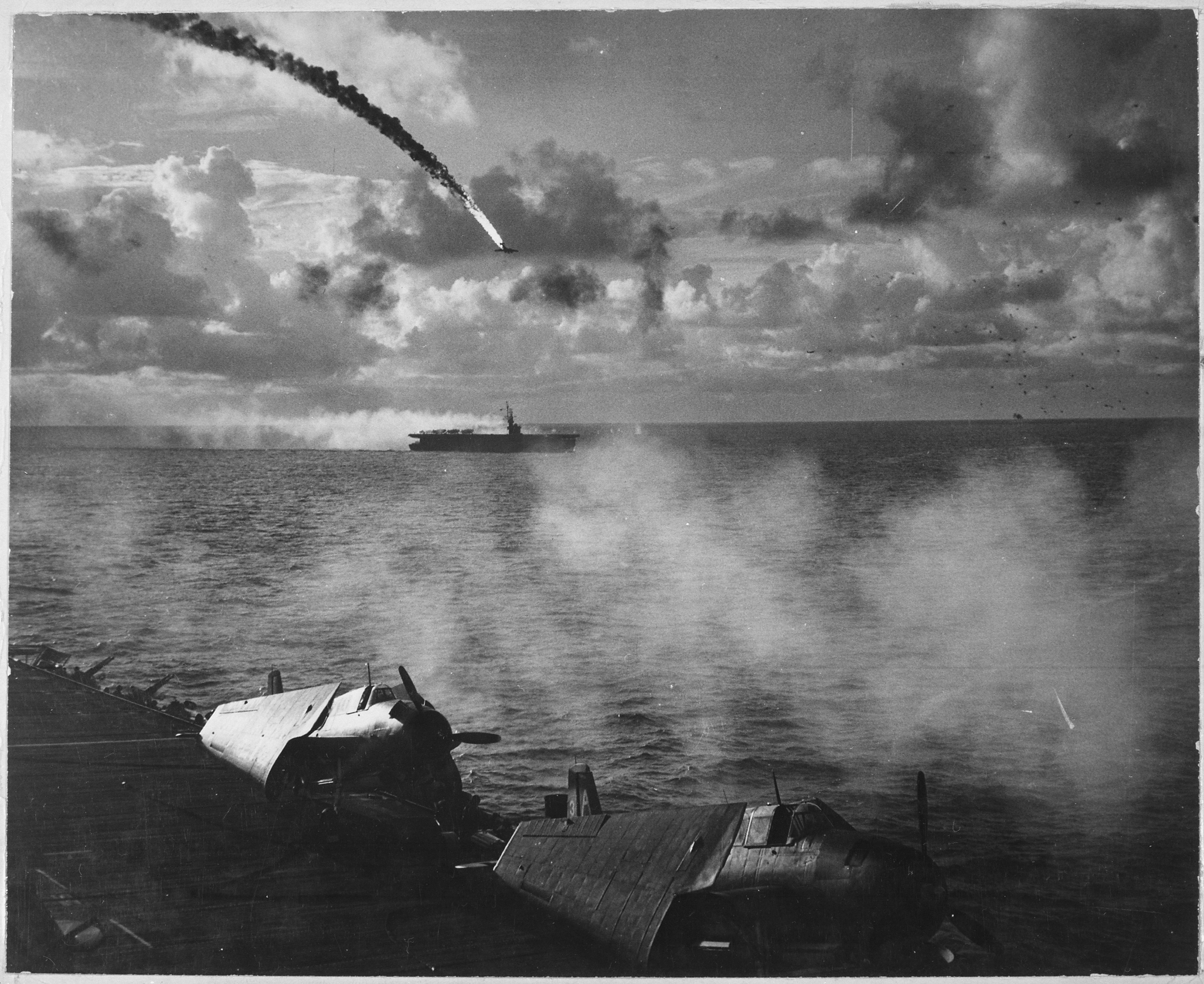
Avion japonais abattu au-dessus de l’USS Kitkun Bay pendant le tir aux pigeons des Mariannes en juin 1944.

Le 31 mai, il escorte avec son unité opérationnelle des unités de la Task Force 52.17 pour la bataille de Saipan. Le 13 juin, ses avions abattent leur premier avion ennemi et le lendemain, bombardent et mitraillent des positions ennemies dans les Mariannes. Le porte-avions alterne des missions d'appui au vol pour les débarquements de Saipan et une couverture aérienne pour les navires opérant à l'est de l'île. Le 18, ses avions sont crédités de trois avions japonais abattus. Début juillet, après un bref répit à Eniwetok, il reprend la mer le 14 juillet et reprend ses missions de soutien à Saipan (Tinian) et du 2 au 4 août à Guam.
Rejoignant Espiritu Santo pour un entretien, le Kitkun Bay rejoint les îles Salomon pour s’entraîner davantage au soutien des opérations amphibies. Se dirigeant vers l'ouest le 8 septembre, son unité opérationnelle escorte une force d'assaut aux îles Peleliu et Angaur, dans les Palaos, et fournit une couverture du 15 au 21. Rentré à Manus, dans les îles de l'Amirauté, la force entame les préparatifs pour l'invasion de Leyte.

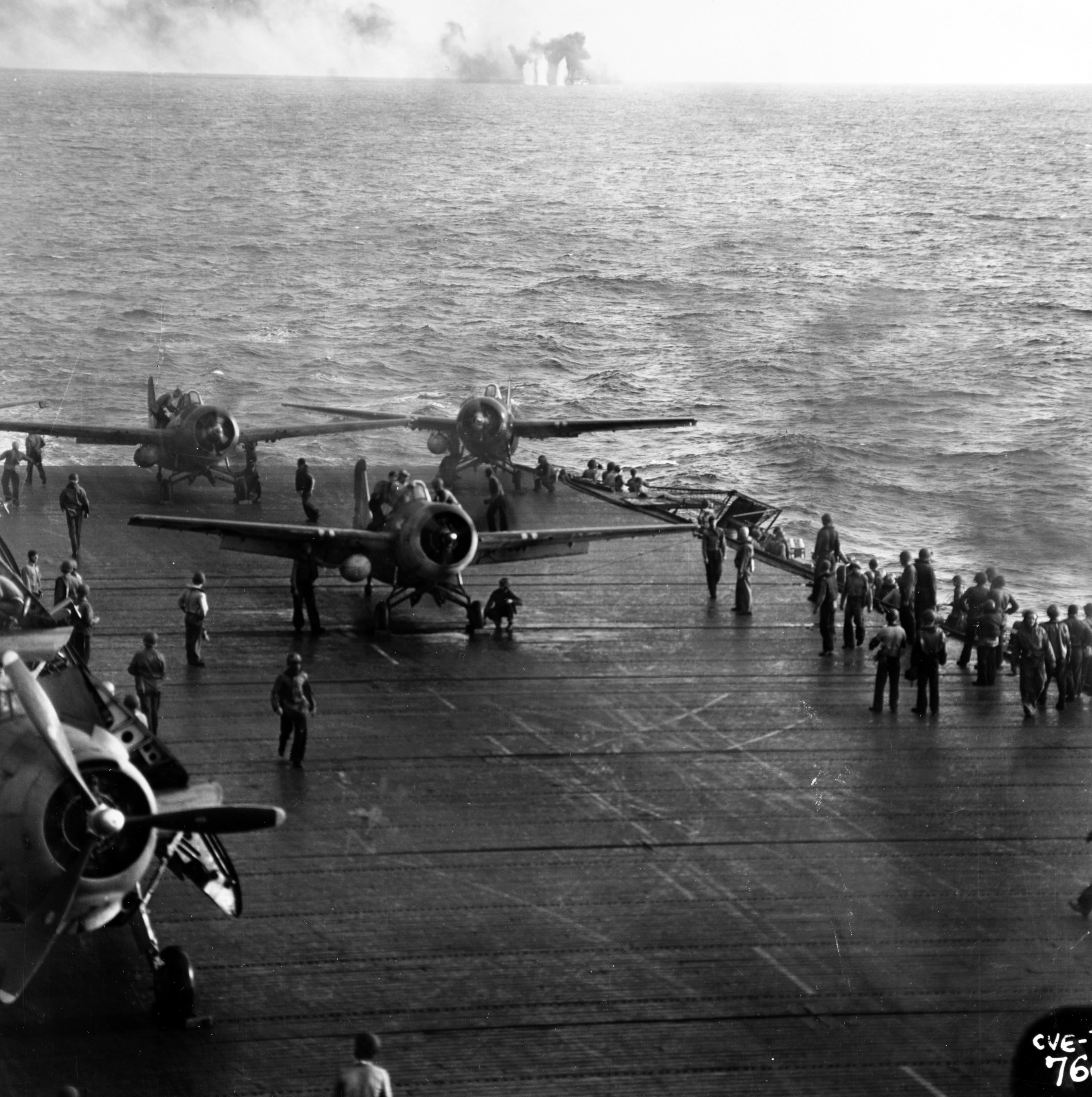
LUSS Kiktun Bay lance ses FM-2 pendant la bataille de Samar le 25 octobre 1944. On peut voir en arrière-plan un autre CVE, le, bombardé par l'aviation japonaise.

Appareillant le 12 octobre, il rejoint l'unité spéciale « Taffy 3 » du contre-amiral Clifton Sprague, composée de six autres CVE et de leurs escortes rapprochés. À compter du 20 octobre 1944, en pleine bataille du golfe de Leyte, ses avions lancent des frappes contre les Japonais au large des côtes de Leyte. Ces opérations menées depuis l'est de l'île de Samar se sont poursuivies jusqu'au matin du 25, date à laquelle une forces de navires de guerre japonais sont aperçus au nord-ouest. La puissante force centrale de l'amiral Kurita était passée inaperçue dans le détroit de San Bernardino. Dans une bataille qui dura plus de deux heures, le Kitkun Bay perdit deux avions et leurs équipages, essuyant une attaque kamikaze d'un Mitsubishi A6M "Zeke" qui tue un homme d'équipage et en blesse seize autres. Le lendemain, il rejoint Manus pour un ravitaillement et des réparations.
Après un passage à Pearl Harbor en novembre, le porte-avions rejoint le jour du Nouvel An 1945 la Task Force 77.4.3 en vue de l'invasion de l'ouest de Luçon. Après avoir traversé le détroit de Surigao, le groupe subit une série d'attaques aériennes. La couverture aérienne détruit sept avions ennemis, mais à 18 h 57, un Nakajima Ki-43 s’écrase au milieu du Kitkun Bay. Les incendies et les inondations ont rapidement été maîtrisés, l'attaque ayant causé 16 morts et 37 blessés. Le lendemain, avec un seul moteur en état de marche, il se retire à Leyte, Manus et Pearl Harbor, avant de rejoindre le continent américain qu'il atteint le 28 février.
Deux mois plus tard, il repart pour le Pacifique occidental. Après brève une période d'entraînement dans les îles hawaïennes, il quitte la zone le 15 juin pour Ulithi où il est affecté à la 3e flotte. En juillet, il est mis à disposition pour soutenir les porte-avions rapides opérant au large des côtes du Japon. À la mi-août, le Kitkun Bay est réaffecté à la réunion de la Task Force 44 à Adak (Alaska) pour escorter l'amiral F. J. Fletcher, désigné pour recevoir la reddition officielle des Japonais dans le nord de Honshū et de Hokkaidō. Arrivé le 7 septembre à Honshū, il mouille dans la région jusqu'au 27, chargé de nourrir et de rapatrier les prisonniers de guerre américains. Détaché pour participer à l'opération Magic Carpet, il débarque notamment 554 soldats à San Francisco le 19 octobre. Des voyages supplémentaires depuis Pearl Harbor et Okinawa s'achèvent le 12 janvier 1946 à San Pedro, en Californie.
Après avoir rejoint le chantier naval de Puget Sound à Bremerton 18 février, le Kitkun Bay est désarmé le 19 avril. Vendu pour démolition le 18 novembre 1946 à la société Zidell Machinery & Supply de Portland, le navire est démoli au début de 1947.

## Décorations
Le Kitkun Bay a reçu la Presidential Unit Citation et six battles stars pour son service pendant la Seconde Guerre mondiale.